# Mucronalia variabilis
Mucronalia variabilis is een slakkensoort uit de familie van de Eulimidae. De wetenschappelijke naam van de soort is voor het eerst geldig gepubliceerd in 1913 door Schepman in Voeltzkow.